# Tomé
Tomé es una comuna y ciudad de Chile ubicada en la provincia de Concepción, Región del Biobío, en la zona central de Chile. Forma parte del área metropolitana del Gran Concepción. Según el censo del 2017, posee 54 946 habitantes.
Es la comuna más septentrional de la región.
Limita al norte con la comuna de Coelemu, al este con Ránquil pertenecientes a la Región de Ñuble, con Florida, al sur con Penco y al oeste con el océano Pacífico. En el norte de la comuna se ubica uno de sus balnearios más conocidos, que es Dichato.

## Etimología
El origen de la palabra Tomé no está claro. Algunos señalan que proviene del nombre de una planta ciperácea (Scirpus riparius) que abundaba en la zona, a la que los mapuches llamaban "trome", de nombre común tagua-tagua o estoquilla. Sus hojas se utilizaban para tejidos y cestería.
Otra versión indica que corresponde al nombre del cacique mapuche que gobernaba la zona a la llegada de los españoles, el ulmén Lel Thonmé, quien es mencionado por Alonso de Ercilla y Zúñiga en su libro, La Araucana.
También se cree que Tomé podría ser el apellido de algún soldado español establecido en la zona, dado que Tomé es un antiguo apellido castellano de linaje hidalgo, que durante la Edad Media y en la época de la conquista de América tuvo numerosa y prestigiosa participación en órdenes militares, teoría que goza de credibilidad ya que la zona de Tomé, Concepción y el Biobío en general durante los años de la conquista y de la colonia fue un territorio altamente militarizado por razón de la Guerra de Arauco.
En el siglo XVIII Tomé se conocía como Puerto de la Herradura, como aparece en el Mapa Geográfico de América Meridional (1775) de Juan de la Cruz Cano y Olmedilla.

## Historia
Juan Bautista Pastene (marinero italiano, originario de Génova) y su expedición, fueron los primeros europeos en avistar la bahía de Concepción, donde se ubica Tomé, en septiembre del año 1544.
En los siglos XVII y XVIII en Tomé los habitantes de La Concepción (actual Penco) tenían haciendas en el lugar, según distintos documentos los grandes comerciantes tenían propiedades en Lel Tome.
Según Asta-Buruaga, hasta 1835, Tomé era sólo un paisaje desierto ocupado temporalmente por pescadores que empezó a poblarse después del año 1842, cuando se establecieron los molinos de harina de trigo que aprovechaban el agua de sus esteros para moler el grano. Las carretas cargadas con trigo llegaban desde Rafael, Coelemu y Chillán, y se les pagaba con un vale de Tomé. En forma simultánea se desarrollaban las industrias de la curtiembre, la jabonería y la tonelería.
En 1850, por decreto del 13 de julio, Tomé pasa a ser capital del departamento de Coelemu. Así se crea la Ilustre Municipalidad de Tomé, que administra localmente el departamento de Coelemu.
En 1858, por ley de 31 de agosto, fue declarado «puerto mayor».
En 1866, y con motivo de la guerra entre Chile y España, las fragatas españolas Resolución y Numancia bombardean el puerto de Tomé, el principal de su época en la bahía de Concepción. Los daños causados marcan el fin de la industria molinera, la cual llegó a exportar harina hasta la costa oeste de los Estados Unidos.

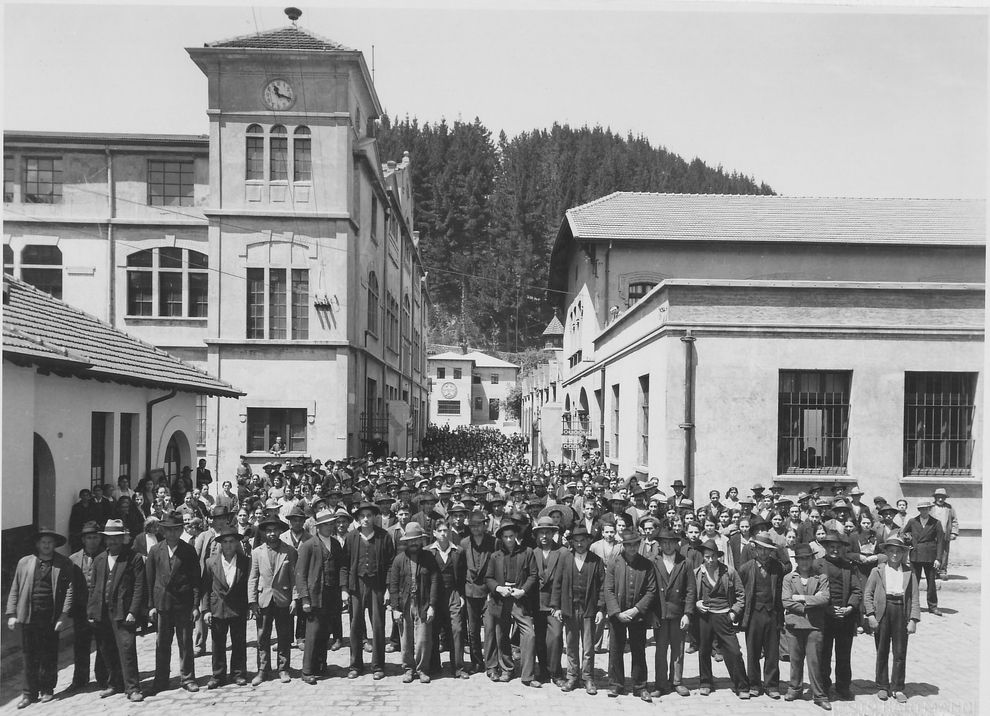
Entrada de obreros a la fábrica de paños de Bellavista Oveja Tomé, probablemente entre las décadas de 1920 o 1930.

Pocos meses antes, en 1865, se funda la Fábrica de Paños Bellavista por el estadounidense Guillermo Gibson Délano, empresario minero y molinero, que invirtió el dinero de la venta de harina para adquirir 25 telares en Estados Unidos. Sería el comienzo de una historia textil que haría surgir a la comuna, con las fábricas textiles Paños Bellavista, Sociedad de Paños Oveja (también conocida como "Fábrica Nacional de Paños") y la Fábrica Italo Americana de Paños, dejándole grandes dividendos a mediados del siglo XX.
En 1885, el 26 de diciembre, Tomé recibe el título de ciudad.
El 22 de diciembre de 1891, con la ley de Comuna Autónoma, se dicta el Decreto de Creación de Municipalidades, en la que se crea la Municipalidad de Coelemu (cuyo territorio son las Subdelegaciones 3.ª Vegas del Itata, 4.ª de Coelemu y 5.ª de Batuco, del departamento con los límites que le asigna el decreto de 3 de noviembre de 1885), y la Municipalidad de Rafael (cuyo territorio son las Subdelegaciones 6.ª Coleral, 7.ª de Ránquil, 8.ª de Curalí, 9.ª de Cornuco, 10.ª de Rafael y 11.ª de Roa). La Ilustre Municipalidad de Tomé, administra las Subdelegaciones 1.ª de Tomé y 2.ª de Collén del departamento.
En 1914 llega el ferrocarril con conexión Chillán - Concepción con la construcción de la Estación Tomé. El servicio se suspende en 1985 por las restricciones presupuestarias de la Empresa de los Ferrocarriles del Estado.
El 30 de diciembre de 1927 es promulgado el DFL 8582, con el que departamento de Coelemu se convierte en el departamento de Tomé. Con el DFL 8583 del 30 de diciembre de 1927, se crean las Comunas y Subdelegaciones de Tomé y Coelemu en el departamento, con lo que se suprime la Municipalidad de Rafael, cuyo territorio pasa a formar parte de Tomé. La Comuna y Subdelegación de Tomé comprende las antiguas subdelegaciones 1.ª Tomé, 2.ª Collén, 9.ª Conuco, 10.ª Rafael y 11.ª Roa, y los distritos 1.º Vega de Itata, 2° Granero, 6.° Perales, 7.º Purema y 8.º Pudá, de la antigua subdelegación 3.ª Vega de Itata.
El departamento de Tomé se suprime en la década de 1970, con la nueva división político-administrativa que la incorpora a la provincia de Concepción, ubicada en la región del Biobío.

### Terremoto de 2010
El 27 de febrero de 2010 Tomé fue una de las comunas más afectadas por el terremoto y posterior tsunami que afectaron a la zona central y centro sur del país. El maremoto causó 18 muertos en la localidad de Dichato. Los daños materiales fueron cuantiosos. La destrucción de viviendas se concentraron en la bahía de Coliumo (en las localidades de Dichato y Coliumo), mayormente afectadas por el tsunami. La plaza de armas de Tomé sufrió daños severos, también el campanil de la iglesia parroquial Nuestra Señora de la Candelaria. Con daños estructurales severos quedó, así mismo, el edificio consistorial de la Municipalidad, la antigua casa de empresario textil Carlos Werner (que finalmente se demolió para construir el nuevo edificio municipal) y la Fontana de los Tritones, ubicada en el centro de la plaza.

## Demografía
La comuna de Tomé acoge a un 2,82% de la población total de la región; un 12,36% corresponde a población rural y 87,64% a población urbana según el censo de 2002. La comuna de Tomé incluye, además, los poblados de Rafael, Coliumo, Menque, Cocholgüe, Punta de Parra y Dichato. La superficie de la comuna es de 495 km².
La pobreza comunal (según Mideplán, encuesta CASEN 2003) alcanza a un 28,76% con un total de 15.631 de pobres no indigentes, y de 4.905 indigentes, un 9,02%.

## Medio ambiente

### Geomorfología y componentes abióticos

Trazado simplificado de los ecosistemas y cuerpos de agua presentes en la comuna de Tomé.

La comuna de Tomé se encuentra emplazada en las unidades geomorfológicas de Planicie marina o fluviomarina y Cordillera de la costa; y presenta según la clasificación climática de Köppen clima mediterráneo de lluvia invernal (Csb) y clima mediterráneo de lluvia invernal e influencia costera (Csb (i)). Esta además se halla entre las cuencas hidrográficas de Costeras e Islas entre río Itata y río Biobío y río Itata. Además, la comuna posee diversos cuerpos de agua, entre los que se destacan el río Pingueral y río Rafael.

### Componentes bióticos
Dentro del territorio de la comuna se pueden hallar los siguientes ecosistemas:
- Bosque caducifolio mediterráneo costero donde predominan Nothofagus obliqua y Gomortega keule (En peligro crítico)
- Bosque esclerófilo mediterráneo costero donde predominan Lithrea caustica y Azara integrifolia (En peligro crítico)

### Medidas de protección ambiental y conflictos socioambientales
Hasta 2022, la comuna de Tomé cuenta con las siguientes zonas que poseen algún nivel de protección ambiental:
- AAVC Queules De Tomé Y Penco (antes Guay Guay) (Iniciativa de Conservación Privada)[15]
- Tome - Neuque (Sitios ERB)[16]

## Administración

### Municipalidad

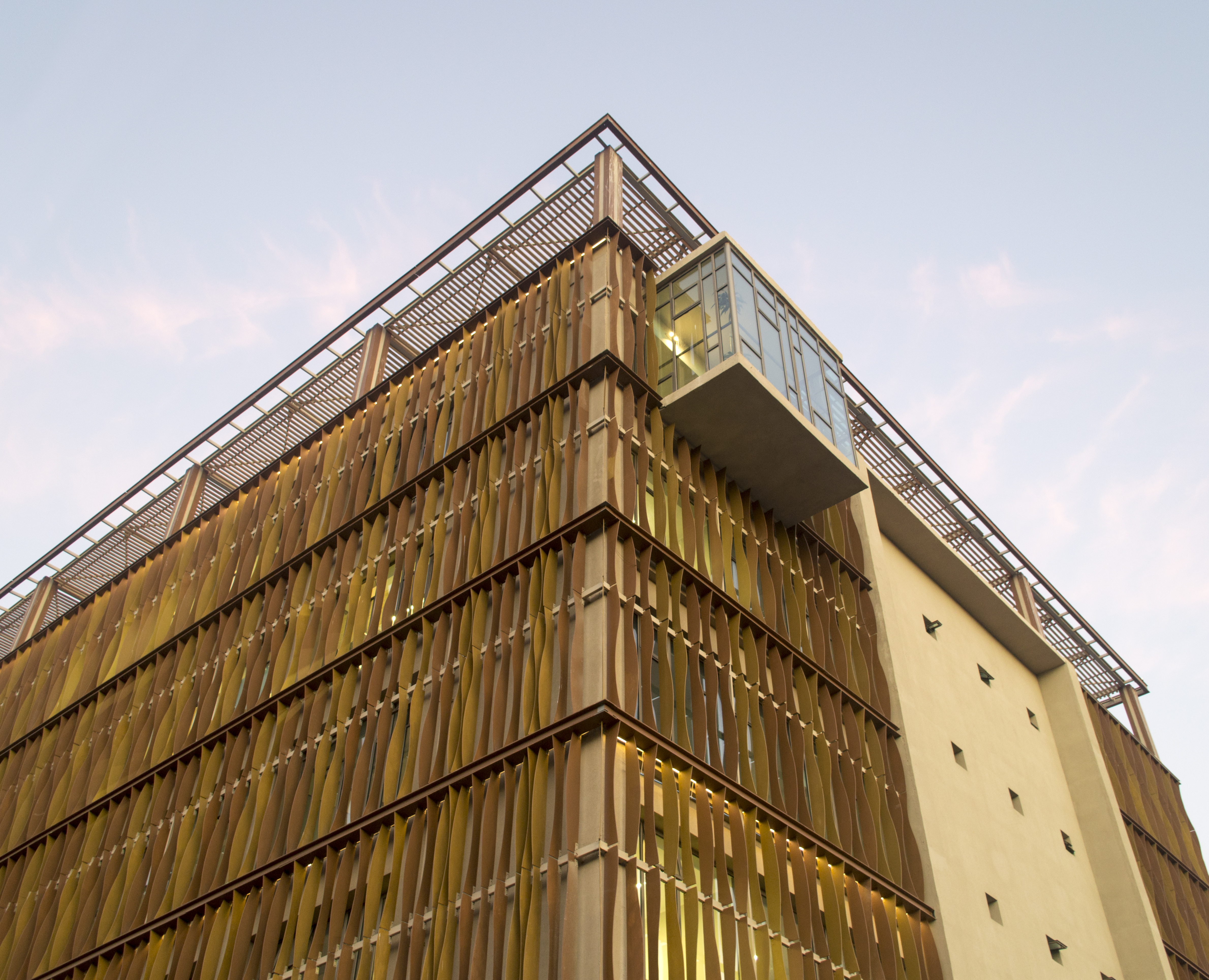
Municipalidad de Tomé.

La administración de la comuna recae en la Ilustre Municipalidad de Tomé, corporación autónoma de derecho público. La municipalidad es dirigida para el período 2024-2028 por el alcalde Ítalo Cáceres Lizana (Ind.), quien es asesorada por el Concejo Municipal, integrado por los concejales:
- José Mardones Bustos (Ind./UDI)
- Francisca Zúñiga Pereira (PCCh)
- Carlos Concha Reyes (DC)
- Dimitri Riquelme Arellano (PS)
- Eduardo Aguilera Aguilera (Ind./RN)
- Betsua San Martín Muñoz (Ind./DC)

## Economía

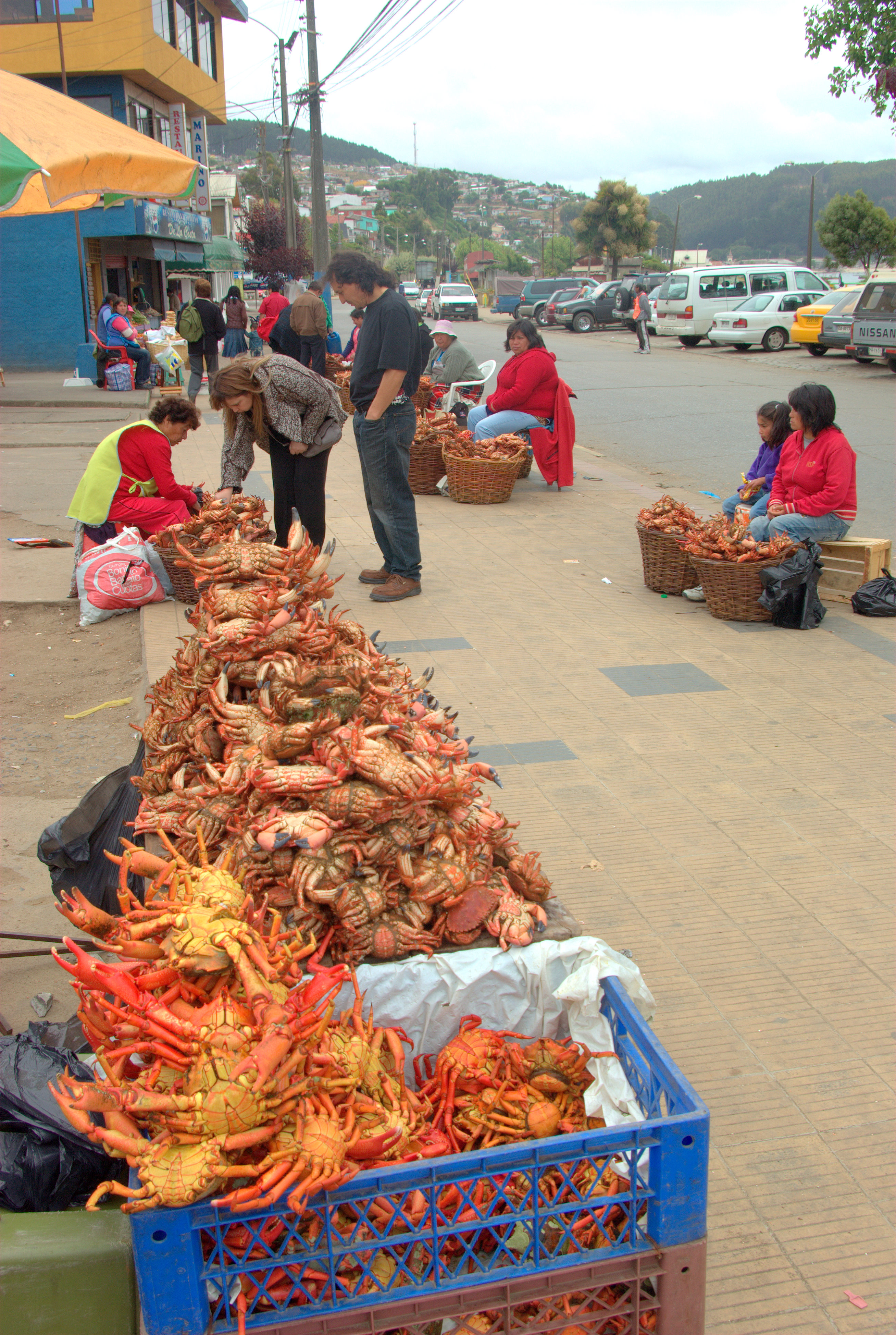
Venta de jaibas en el mercado de productos del mar de Tomé.

La economía local se sustentaba en la actividad textil que se originó a fines del siglo XIX, con fábricas que producían paños de lana de oveja, principalmente proveniente de las fábrica Bellavista Oveja Tomé (cerrada en diciembre del 2007, rematada en 2010, actualmente funcionando al 2012).
La otra actividad económica de importancia es la pesquera, con la fábrica de alimentos marinos Pesquera Camanchaca, que procesa salmón y el langostino cerrada desde marzo de 2009 por el virus ISA del salmón. Al 2012, nuevamente volvió a funcionar.
En 2018, la cantidad de empresas registradas en Tomé fue de 588. El Índice de Complejidad Económica (ECI) en el mismo año fue de 0,17, mientras que las actividades económicas con mayor índice de Ventaja Comparativa Revelada (RCA) fueron Fabricación de Artículos de Materias Textiles, excepto Prendas de Vestir (142,04), Pesca Industrial (138,59) y Venta al por Menor de Lanas, Hilos y Similares (65,0).

## Servicios

### Educación
La comuna cuenta con establecimientos de educación primaria (enseñanza básica) y secundaria (enseñanza media). No tiene centros de enseñanza de nivel superior.
Los establecimientos básicos rurales son las escuelas de: Menque, San Pedro de Rinco, San Carlitos, Piscis, Burca, Caleta del Medio (Coliumo), San Francisco, Millahue, Los Quillayes, Santa Rita, Coroney, Chupallar, Vegas de Coliumo, San Antonio, Lloicura, El Mirador, El Espino, Rafael y Colegio "Rafael Ampuero" también ubicado en esta última localidad.
- Colegio Guillermo Velasco Barros
- Colegio Margarita Naseau
- Escuela Cerro Estanque
- Escuela Bellavista
- Escuela Especial
- Escuelas Arturo Prat e Ignacio Serrano, ambas en Cerro Navidad
- Escuela California
- Escuela Cocholgüe
- Escuela Cerro Estanque
- Escuela Lisa Peter Teubner de El Santo
- Escuela Gabriela Mistral de Frutillares
- Escuela Carlos Mahns Choupay
- Escuela República del Panamá en Cerro Alegre.
- Escuela Mariano Egaña F-448
- Liceo Vicente Palacios
- Liceo Comercial de Tomé
- Liceo Industrial de Tomé (Corporación de Estudios de la Cámara de la Producción y del Comercio de Concepción)
- Liceo Polivalente de Tomé Alto.
- Liceo Ecuador de Tomé
- Colegio Margarita Nasseau

Para beneficio de los alumnos en zonas rurales, que cursan estudios en los liceos y colegios de Tomé, el municipio cuenta con un internado ubicado en el barrio de Bellavista.

## Cultura

### Tomecinos
La comuna de Tomé ha estado ligada a notables figuras en diversos ámbitos. Entre ellas se encuentra Charles Darwin, el naturalista inglés que recorrió sus costas, y Pedro José Amado Pissis, geólogo y geógrafo francés, cuyo nombre lleva una exestación de ferrocarril cercana a Rafael. También destaca Aníbal Zañartu, político, diplomático y Vicepresidente de la República, y Carlos Werner, empresario de la fábrica textil Bellavista, responsable del crecimiento urbano de la comuna y quien fue elegido senador. Entre los deportistas se encuentra Lisa Peter Teubner, atleta destacada y campeona de salto largo en 1954, quien es Hija Ilustre de la comuna, así como la baloncestista Onésima Reyes, subcampeona del mundo en 1953. Otros personajes notables incluyen al periodista y escritor Alfonso Alcalde, al pintor Rafael Ampuero, al abogado y parlamentario Iván Quintana, la cantautora Cecilia Pantoja y el actor Erto Pantoja. En el ámbito deportivo, destaca el futbolista Juan Rogelio Núñez, campeón de primera división y subcampeón de la Copa Libertadores de América con Cobreloa en 1980 y 1981.

## Lugares de interés
En todo su litoral, Tomé cuenta con más de 19 playas y balnearios desde su límite con Penco al límite con Coelemu en el Norte. Sus playas y caletas son las siguientes:
- Punta de Parra  (Tomé)
- Tres Pinos  (Tomé)
- Playa Bellavista  (Tomé)
- Quichiuto  (Tomé)
- Playa Estación  (Tomé)
- El Morro  (Tomé)
- Los Bagres  (Tomé)
- Montecristo  (Cocholgüe)
- Caleta Chica  (Cocholgüe)
- Playa Blanca  (Coliumo)
- Tricahuilo  (Coliumo)
- Necochea  (Coliumo)
- Los Morros  (Coliumo)
- Playa de Dichato  (Dichato)
- Villarrica  (Dichato)
- Complejo Pingueral  (Dichato)
- Playa Burca  (Dichato)
- Playa Pudá  (Dichato)
- Playa Merquiche  (Dichato)
- Playa Purema  (Dichato)

### Balneario El Morro
Esta es la playa céntrica de Tomé. Ubicada a tan sólo dos cuadras de la plaza tomecina (en dirección a la costa), El Morro es uno de los balnearios más atractivos de la Octava Región del Bío Bío. Es de arenas blancas y con excelente oleaje, apta para el baño. Uno de los rincones preferidos por la juventud, para distraerse y compartir. Junto a la playa es posible encontrar restaurantes (con vista al mar), pubs, complejos turísticos, un hotel y varias cabañas. Pequeña costanera.

### Cocholgüe
La playa de Cocholgue se encuentra cinco kilómetros al nor-poniente de Tomé. Es una caleta pesquera, de arenas blancas y finas; además de enormes roqueríos y fuertes oleajes. Playa pública y rodeada de entornos naturales. Cabañas, casas de veraneo y restaurantes.

### Bellavista
Es una de las primeras playas en el lado sur de Tomé, y a la vez la puerta de entrada a esta ciudad. Recibe cada año miles de visitantes que junto con disfrutar del balneario pueden degustar de la gastronomía en los restaurantes del lugar.

## Deportes

### Fútbol
En el fútbol nacional Tomé cuenta con el Club Deportes Tomé que desde su fundación en el año 2015 milita en la Tercera división B de Chile, y desde 2017 participa en el Campeonato Hexagonal del Bio-Bio de carácter regional el Club ejerce de local en el Estadio Municipal Juan Rogelio Núñez y cuenta con un título del Campeonato Hexagonal del Bio-Bio obtenido el 2017 Juventud Textil club tomecino del sector de bellavista participó en tercera división (actual tercera A) 1982 y 1983 bajo el nombre Textil Tomé, durante la época de esplendor del fútbol regional entre 1949 y 1967 los clubes  tomecinos Marcos  Serrano,  Deportes Fiap, Carlos Warner y Deportes Tomé (no confundir con Club Deportes Tomé) participaron del Campeonato regional de fútbol,  siendo Marcos Serrano campeón el año 1950.

## Medios de comunicación
Tomé tiene dos canales de televisión de recepción por cable: la empresa Mundo Pacífico provee la señal 4 o 19 de NCC TV («Nuestro Canal Comunal») y la señal 2 de G-Visión, canal educativo transmitido por la Escuela Gabriela Mistral de Frutillares.
La comuna cuenta también con cuatro emisoras de radio, una de amplitud modulada, y tres de frecuencia modulada: radio Aguamarina 100.5 FM MHz, la radio comunitaria Onda Ese, 95.7 FM, radio Matías de Rafael 107.3 FM, la radio de la escuela Gabriela Mistral Radio Nobel 97.7 FM y la radio La Amistad CC 148 AM.
Además cuenta desde el año 2006 con el diario electrónico Tomé al día.